# Campionati africani di lotta 1988
I campionati africani di lotta 1988 sono stati la 7ª edizione della manifestazione continentale organizzata dalla FILA. Si sono svolti il 5 aprile 1988 a Tunisi in Tunisia. 

## Podi

### Uomini

#### Lotta libera
| Evento   | Oro                        | Argento                     | Bronzo                     |
| 48 kg    | Amos Ojo Nigeria           | Rafik Ben Hamadi Algeria    | Said Abdelwahed Egitto     |
| 52 kg    | Lame Garba Nigeria         | Mandour Douissi Tunisia     | Tarek Abderrahmen Egitto   |
| 57 kg    | Mourad Zalfani Tunisia     | Kacem Bouallouche Marocco   | Austine Atasie Nigeria     |
| 62 kg    | Salim Hilmi Egitto         | Eugene Osuegbu Nigeria      | Abdelkader Bahloul Tunisia |
| 68 kg    | Issam Abdelazim Egitto     | Hassan Said Souaken Marocco | Kais Ben Salah Tunisia     |
| 74 kg    | Monday Eguabor Nigeria     | Said Ahmed Mohsen Egitto    | Jamel Ichambaz Algeria     |
| 82 kg    | Victor Kodei Nigeria       | Abdelkader Salah Egitto     | Barthelmy Nto Camerun      |
| 90 kg    | Christian Iloanusi Nigeria | Zouhair Seghaier Tunisia    | Jakey Abdellah Egitto      |
| 100 kg   | Jackson Bidei Nigeria      | Jaber Ali Said Egitto       | Abdallah R'Houma Tunisia   |
| + 100 kg | Brahim Ahmed Egitto        | Christopher Francis Nigeria | Mongi Jemil Tunisia        |

#### Lotta greco-romana
| Evento   | Oro                          | Argento                   | Bronzo                           |
| 48 kg    | Aouad Abdelmalek Marocco     | Ali Tlili Tunisia         | Ali Ahmed Nagib Egitto           |
| 52 kg    | Samir Abdelfattah Egitto     | Ali Houimli Tunisia       | Mohamed Kiribi Marocco           |
| 57 kg    | Mehdi Chaambi Marocco        | Saadoudi Bouallem Algeria | Abderrahmane Jamelleddine Egitto |
| 62 kg    | Habib Lakhal Tunisia         | Ibrahim Loksairi Marocco  | Ali Hassan Hassan Egitto         |
| 68 kg    | Khalef Abdellatif Egitto     | Souaken Said Marocco      | Abdelkarim Naamani Algeria       |
| 74 kg    | Hassin Jaber Saber Egitto    | Lofti Jendoubi Tunisia    | Nasser Tatjer Senegal            |
| 82 kg    | Moustafa Ramadan Egitto      | Oumar N'Gom Senegal       | Abdallah Attar Marocco           |
| 90 kg    | Brahim Kamel Egitto          | Moustapha Guèye Senegal   | Abdallah R'Houma Tunisia         |
| 100 kg   | Ahmed Mohamed Egitto         | Ambroise Sarre Senegal    | Khalifa Ben Nasseur Tunisia      |
| + 100 kg | Mohamed Khalil Hassen Egitto | Mongi Jemil Tunisia       | Mamadou Sakho Senegal            |

## Medagliere
La nazione ospitante è evidenziata.
| Pos.   | Paese   | Oro | Argento | Bronzo | Totale |
| ------ | ------- | --- | ------- | ------ | ------ |
| 1.     | Egitto  | 10  | 3       | 6      | 19     |
| 2.     | Nigeria | 6   | 2       | 1      | 9      |
| 3.     | Tunisia | 3   | 6       | 6      | 15     |
| 4.     | Marocco | 1   | 4       | 2      | 7      |
| 5.     | Senegal | 0   | 3       | 1      | 4      |
| 6.     | Algeria | 0   | 2       | 3      | 5      |
| 7.     | Camerun | 0   | 0       | 1      | 1      |
| Totale | Totale  | 20  | 20      | 20     | 20     |